# Luciano Parodi
Luciano Parodi (Paysandú, Uruguay, 16 de febrero de 1994) es un basquetbolista uruguayo que se desempeña como base en Nacional de la Liga Uruguaya de Básquetbol.

## Trayectoria
Comenzó su carrera en la Liga Uruguaya de Básquetbol jugando para la Hebraica y Macabi, en la Liga Uruguaya de Básquetbol 2015-16 y la Liga Uruguaya de Básquetbol 2016-17 se consagró campeón. 
En 2018 se marchó a Israel para sumarse al Hapoel Be'er Sheva B.C. Sin embargo sólo actuó en algunos partidos de pretemporada, ya que el club rescindió su contrato después de que se ausentara para jugar con la selección de su país. De todos modos poco después sería fichado por el Dinamo Sassari de la Lega Basket Serie A.
A las siguientes tres temporadas las disputaría en el Novo Basquete Brasil, formando parte de los equipos de Corinthians, Franca Basquetebol Clube y Minas Tênis Clube, respectivamente.
El 1 de julio de 2021, regresa a Europa para firmar por el s.Oliver Baskets de la Basketball Bundesliga.
Después de una temporada en Alemania regresa a Uruguay para continuar su carrera en el club de sus inicios, Hebraica y Macabi. Fue campeón de la temporada 2022-23.

### Clubes
- Actualizado hasta el 26 de Junio de 2025.

| Club              | País      | Año           |
| ----------------- | --------- | ------------- |
| Hebraica y Macabi | Uruguay   | 2009 - 2017   |
| Bahía Basket      | Argentina | 2017 - 2018   |
| Dinamo Sassari    | Italia    | 2018          |
| Corinthians       | Brasil    | 2018 - 2019   |
| Franca            | Brasil    | 2019 - 2020   |
| Minas Tênis Clube | Brasil    | 2020 - 2021   |
| s.Oliver Baskets  | Alemania  | 2021-2022     |
| Hebraica y Macabi | Uruguay   | 2022-2024     |
| Peñarol           | Uruguay   | 2024-2025     |
| Nacional          | Uruguay   | 2025-presente |

### Selección nacional
Luciano participó en un evento FIBA para selecciones juveniles, el Campeonato Mundial de Baloncesto Sub-17 de 2010, disputado en Alemania. En lo que respecta a la selección mayor disputó el Campeonato FIBA Américas de 2013, en Caracas, Venezuela, el Campeonato FIBA Américas de 2015 en Ciudad de México y la Copa FIBA Américas de 2017. También fue convocado por la Selección de baloncesto de Uruguay para disputar la clasificación a la Copa Mundial de Baloncesto de 2019 a disputarse en China.

## Palmarés

### Campeonatos nacionales
- Actualizado hasta el 18 de abril de 2018.

| Título              | Club              | País    | Año         |
| ------------------- | ----------------- | ------- | ----------- |
| Campeón LUB 2011-12 | Hebraica y Macabi | Uruguay | 2011 - 2012 |
| Campeón LUB 2015-16 | Hebraica y Macabi | Uruguay | 2015 - 2016 |
| Campeón LUB 2016-17 | Hebraica y Macabi | Uruguay | 2016 - 2017 |
| Campeón LUB 2022-23 | Hebraica y Macabi | Uruguay | 2022 - 2023 |